# Mesonoemacheilus
Mesonoemacheilus és un gènere de peixos de la família dels balitòrids i de l'ordre dels cipriniformes. que es troba a Àsia: l'Índia (Kerala i Tamil Nadu).

## Taxonomia
- Mesonoemacheilus herrei (Nalbant & Banarescu, 1982)
- Mesonoemacheilus pambarensis (Rema Devi & Indra, 1994)[6]
- Mesonoemacheilus remadevii (Shaji, 2002)[7]
- Mesonoemacheilus triangularis (Day, 1865)[4]

Mesonoemacheilus herrei, Mesonoemacheilus pambarensis i Mesonoemacheilus remadevii apareixen a la Llista Vermella de la UICN.